# Herbstlied, WAB 73
Herbstlied (Chanson d'automne), WAB 73, est une œuvre chorale romantique composée par Anton Bruckner en 1864.
L'œuvre, conçue pour chœur d'hommes et deux solistes sopranos, représente une promenade d'automne avec le chant des rossignols.

## Historique
Bruckner composa l'œuvre sur un texte de Friedrich von Sallet, le 19 mars 1864,.
Bruckner dédia l'œuvre à son ami Josef Hafferl, président de la Liedertafel Frohsinn. L'œuvre a été exécutée le 24 novembre 1864 dans la Redoutensaal de Linz par Frohsinn sous la baguette de Bruckner, avec les solistes Marie Schimatschek et Anna Bergman,,.
Un exemplaire de l'œuvre, dont le manuscrit original est perdu, est archivé à la Liedertafel Frohsinn,. L'œuvre, qui a d'abord été publiée par Viktor Keldorfer (Universal Edition) en 1911, est éditée dans le Volume XXIII/2, no 16 de la Bruckner Gesamtausgabe.

## Texte
Herbstlied utilise un texte de Friedrich von Sallet.
| Durch die Wälder streif’ ich munter, Wenn der Wind die Stämme rüttelt Und mit Rasseln bunt und bunter Blatt auf Blatt herunterschüttelt. Denn es träumt bei solchem Klange Sich gar schön vom Frühlingshauche, Von der Nachtigall Gesange Und vom jungen Grün am Strauche. Lustig schreit’ ich durchs Gefilde, Wo verdorrte Disteln nicken, Denk’ an Maienröslein milde Mit den morgenfrischen Blicken. Nach dem Himmel schau’ ich gerne, Wenn ihn Wolken schwarz bedecken, Denk’ an tausend liebe Sterne, Die dahinter sich verstecken. | Je marche allègrement dans la forêt, Quand le vent secoue les arbres Et fait tomber avec cliquetis Des feuilles de plus en plus colorées. Car par ce son, on rêve Volontiers d'un soupçon de printemps, Du chant du rossignol Et des jeunes pousses sur les buissons. Je marche allègrement dans les champs, Où les chardons desséchés ploient, Et pense à la jolie rose de mai Avec son regard de frais matin. J'aime regarder le ciel Lorsque des nuages noirs le couvrent, Et songe au millier de jolies étoiles, Qui se cachent derrière eux. |

## Composition
L'œuvre de 69 mesures en fa dièse mineur est conçue pour chœur d'hommes (TTBB), deux solistes sopranos et piano. La 1re strophe est chantée par le chœur d'hommes. La 2e strophe (à la mesure 17) est chantée par les deux solistes sopranos, qui figurent le chant des rossignols, avec accompagnement du chœur d'hommes. La 3e strophe est à nouveau chantée par le chœur d'hommes. La 4e strophe, qui est à nouveau chantée par les deux solistes sopranos avec accompagnement du chœur d'hommes, finit en pianissimo.
La biographie Göllerich/Auer décrit l'œuvre comme ein treffliches Stimmungsbild herbstlicher Naturromantik (une évocation réussie du romantisme de la nature d'automne).

## Discographie
Le premier enregistrement de Herbstlied a eu lieu par Theodor Rehmann avec le Aachener Domchor en 1938 – 78 tours : Electrola EG 6530 (transcription pour chœur mixte)
Autres enregistrement :
- Thomas Kerbl, Quatuor de la Männerchorvereinigung Bruckner 08, Regina Riel & Katharina Lyashenko (solistes sopranos), Mariko Onishi (piano), Anton Bruckner – Männerchöre – CD : LIVA027, 2008 (chœur d'hommes remplacé par un quatuor vocal d'hommes)
- Markus Stumpner, Erinnerung - Bruckner in St. Florian, Sankt Florianer Sängerknaben – CD: Solo Musica SM 450, 2024

## Sources
- August Göllerich, Anton Bruckner. Ein Lebens- und Schaffens-Bild, vers 1922 – édition posthume par Max Auer, G. Bosse, Ratisbonne, 1932
- Anton Bruckner – Sämtliche Werke, Band XXIII/2: Weltliche Chorwerke (1843-1893), Musikwissenschaftlicher Verlag der Internationalen Bruckner-Gesellschaft, Angela Pachovsky et Anton Reinthaler (Éditeurs), Vienne, 1989
- Cornelis van Zwol, Anton Bruckner 1824-1896 – Leven en werken, uitg. Thot, Bussum, Pays-Bas, 2012.  (ISBN 978-90-6868-590-9)
- Uwe Harten , Anton Bruckner. Ein Handbuch. Residenz Verlag, Salzbourg, 1996.  (ISBN 3-7017-1030-9).
- Crawford Howie, Anton Bruckner - A documentary biography, édition révisée en ligne